# Синицын, Иван Семёнович
Иван Семёнович Сини́цын (11 февраля 1917, д. Букреевка, Калужская губерния — 26 ноября 1998, Обнинск, Калужская область) — русский советский писатель и журналист.

## Биография
Родился в деревне Букреевка Ферзиковской волости Калужского уезда Калужской губернии. В 1940 году окончил Ленинградский институт журналистики.
Участник Великой Отечественной войны, за организацию оборонительных работ в среднем течении Дона летом 1942 года был награждён орденом Красной Звезды.
Один из организаторов и первый редактор (с 1952) газеты «Молодой ленинец», органа Калужского обкома ВЛКСМ. С 1955 г. — собственный корреспондент газеты «Знамя» в южных районах Калужской области. В 1956—1976 гг. жил в с. Чернышено Думиничского района.
Член Союза писателей СССР с 1967 г.
Иван Синицын был среди тех, кто 1970—1980-е годы в журнале «Наш современник», в «Учительской газете», в «Советской России», в «Правде», в «Сельской жизни», а также в выступлениях по Всесоюзному радио развернули широкую кампанию по разоблачению пагубных деяний чиновников от педагогической науки и народного образования.
Многие его выступления и книги посвящены необходимости трудового воспитания и обучения на основе системы А. С. Макаренко, сопровождаемые успешными примерами применения такого подхода в его родной Калужской области, иных областях Центральной России, в республиках СССР (Тернопольской области Украины, солнечном Азербайджане и др.). Обычным было то, что после каждой подобной публикации на «красный ковёр» в ЦК КПСС вызывали ответственных редакторов изданий.
Но Синицына и его сподвижников поддержало учительство и родители, приславшие десятки тысяч писем-откликов на газетные статьи и радиопередачи. В конечном счёте выступления Ивана Семёновича и его единомышленников (в том числе многих героев его произведений из учителей-воспитателей сельских школ) получили высокую оценку Советского правительства.
С 1976 г. жил в с. Высокиничи, с конца 1980-х гг. — в Обнинске.

### Семья
Жена — Зинаида Ивановна Синицына (Юрьева).
Дочери — Елена (род. 1941), Марина (род. 1959), Евгения (род. 1961).
Сын — Сергей (род. 1964).

## Избранные сочинения
Источник — Электронные каталоги РНБ
- Синицын И. С. Нехожеными тропами : Из сельских записок. — Калуга: Кн. изд-во, 1958. — 171 с. — 5000 экз.
- Синицын И. С. Рождение человека : повесть. — Тула: Приок. кн. изд-во, 1965. — 247 с. — 30 000 экз.
- Синицын И. С. Жизнетворцы : Очерки [о людях сел. хоз-ва]. — Тула: Приок. кн. изд-во, 1987. — 176 с. — 4000 экз.
- Синицын И. С. Новый хозяин : Очерки [о соврем. крестьянстве]. — М.: Современник, 1989. — 170 с. — 12 000 экз. — ISBN 5-270-00809-2.

### Сборники очерков о трудовом и нравственном воспитании
Написанные И. С. Синицыным за более чем 10 лет целый ряд очерков о трудовом и нравственном воспитании по примеру и подходам А. С. Макаренко были обработаны и собраны автором в ряд книг. Каждый следующий сборник, как правило, включает содержание предыдущего (иногда с небольшими литературными редакциями) и очерки о новых учителях-подвижниках.
Так, в первой из нижеперечисленных книг рассказывается только об одном (при всём его замечательности) опыте директора Улановской сельской школы Медынского р-на Калужской обл., заслуженного учителя РСФСР Софьи Петровне Масоновой (1915—1974) и её сподвижников.
Издание 1985 г. пополнилось очерком «Школа золотых ребят» — об учителе Высокской начальной школы (Хвастовичский район Калужской области), заслуженном учителе РСФСР Елене Николаевне Деруновой (30.5.1906 — 9.11.1995),,), по которому получил название и весь сборник.
В книге «Когда воспитывает труд» география опыта современных автору последователей А. С. Макаренко расширяется уже и за пределы России (школа народного учителя СССР, директора Халданской средней сельской школы-комплекса Загида Гамиловича Шоюбова в Азербайджане и целый район, включающий 13 школ, в Тернопольской области Украины).
- Синицын И. С. Тепло земли : [Опыт работы дир. Уланов. сельск. школы С. П. Масоновой]. — М.: Сов. Россия, 1976. — 95 с. — (Писатель и время ; Письма из деревни). — 30 000 экз.
- Синицын И. С. Трудовое взросление. — Тула: Приок. кн. изд-во, 1983. — 105 с. — 3000 экз.
- Синицын И. С. Школа золотых ребят : Очерки (о труд. и нравств. воспитании). — М.: Современник, 1985. — 255 с. — (Наш день). — 30 000 экз.
- Синицын И. С. Когда воспитывает труд. — М.: Педагогика, 1987. — 334 с. — 100 000 экз.
- Синицын И. С. Ученье и труд // Наш современник, 1982, № 1. С. 140-156.

## Награды
- орден Красной Звезды (1942)
- орден Отечественной войны II степени (11.03.1985)
- орден «Знак Почёта» (22.08.1986) — за серию публицистических работ.